# Puerto Williams
Puerto Williams este un oraș și comună din provincia Antártica Chilena, regiunea Magallanes, Chile, cu o populație de 2.262 locuitori (2012) și o suprafață de  km2.